# Rüdiger Dorn
Rüdiger Dorn (* 1969 in Osnabrück) ist ein deutscher Spieleautor. Der Diplom-Handelslehrer arbeitet in Gunzenhausen, ist verheiratet, hat drei Kinder und lebt in Pfofeld in der Nähe von Nürnberg.

## Leben
Seine erste Veröffentlichung war 1992 das Spiel Cameo beim Verlag HABA. Sein erstes prämiertes Spiel war im Jahr 2001 das Spiel Die Händler von Genua, welches bei alea/Ravensburger erschien. Es belegte den 3. Platz beim Deutschen Spiele Preis und kam auf die Auswahlliste zum Spiel des Jahres. 2005 erhielt sein Spiel Louis XIV den ersten Platz beim Deutschen Spiele Preis und Jambo den ersten Platz beim à la carte Kartenspielpreis.
2016 erschien das Spiel Karuba, welches zum Spiel des Jahres (Kritikerpreis) nominiert war.

## Arbeit als Diplomhandelslehrer
Rüdiger Dorn arbeitet neben seiner Laufbahn als Brettspieleentwickler an der Wirtschaftsschule Gunzenhausen und unterrichtet die Fächer BSK, Wirtschaftsgeographie sowie Mensch und Umwelt.

## Ludographie (Auswahl)
- 2001: Die Händler von Genua (alea, Rio Grande Games, Filosofia)
- 2004: Goa (Hans im Glück, Rio Grande Games, 999 Games)
- 2004: Jambo (Kosmos Spiele, Rio Grande Games, Filosofia, Quined Games, White Goblin Games)
- 2004: Louis XIV (alea, Rio Grande Games)
- 2006: Die Baumeister von Arkadia (Ravensburger, Rio Grande Games)
- 2008: Reise zum Mittelpunkt der Erde (Kosmos Spiele)
- 2010: Drachenherz  (Kosmos Spiele)
- 2012: Las Vegas (alea/Ravensburger)
- 2012: Waka Waka (Kosmos Spiele)
- 2013: Asante (Kosmos Spiele)
- 2014: Istanbul (Pegasus Spiele)
- 2016: Karuba (HABA)
- 2018: Luxor (Queen Games)
- 2018: Expedition Luxor (Queen Games)
- 2019: So ein Mist (abacus)
- 2019: Rune Stones (Queen Games)
- 2019: Las Vegas Royale
- 2020: My Farm Shop (Pegasus Spiele)
- 2022: Treehouse Diner (Funtails)

## Auszeichnungen
- Spiel des Jahres
  - Die Händler von Genua: Auswahlliste 2001
  - Jambo: nominiert 2005
  - Die Baumeister von Arkadia: nominiert 2007
  - Jetzt schlägt's 13!: Empfehlungsliste 2007
  - Las Vegas: nominiert 2012
  - Karuba: nominiert 2016
  - Luxor: nominiert 2018
- Kennerspiel des Jahres
  - 2014: Istanbul
- Kinderspiel des Jahres
  - Los Mampfos: nominiert 2006
- Deutscher Spiele Preis
  - Die Händler von Genua: 3. Platz 2001
  - Goa: 3. Platz 2004
  - Louis XIV: 1. Platz 2005
  - Jambo: 8. Platz 2005
  - Die Baumeister von Arkadia: 6. Platz 2007
- Spiel der Spiele
  - Die Baumeister von Arkadia: Spiele Hit für Familien 2007
- Schweizer Spielepreis
  - Jambo: 3. Platz Strategiespiele 2005
- International Gamers Award
  - Die Händler von Genua: nominiert Mehrpersonenspiele 2002
  - Goa: nominiert Mehrpersonenspiele 2004
  - Louis XIV: nominiert Mehrpersonenspiele 2005
  - Jambo: nominiert Zweipersonenspiele 2005
  - Die Baumeister von Arkadia: nominiert Mehrpersonenspiele 2007
- Niederländischer Spielepreis
  - Goa: nominiert 2005
  - Die Baumeister von Arkadia: nominiert 2007
  - Istanbul: nominiert Expertenspiel 2015
- à la carte Kartenspielpreis
  - Gargon: 6. Platz 2002
  - Jambo: 1. Platz 2005